# David Devdariani
David Devdariani (født 28. oktober 1987) er en tidligere professionel fodboldspiller fra Georgien der officielt stoppede karrieren i 2017, efter to sæsoner som klubløs. Han han tidligere spillet for FC Tbilisi, FC Olimpi Rustavi og AGF. Han har desuden spillet landskampe for Georgien.
Han kom til AGF fra FC Olimpi Rustavi og spillede her på midtbanen; oftest en af de centrale placeringer. AGF indgik en treårig aftale med ham i august 2008, som blev forlænget i 2011. Den 30. juni 2015 udløb kontrakten uden at blive forlænget.
Han var en offensiv spiller, som kunne spille på alle pladser på midtbanen.
Devdariani var ligeledes en uortodoks og fysisk stærk spiller.